# Coco (singel 24kGoldn)
Coco – singiel amerykańskiego rapera i piosenkarza 24kGoldnena, zawierająca gościnny udział amerykańskiego rapera DaBaby'ego. Został wydany jako drugi singel z debiutanckiego albumu studyjnego 24kGoldnena, El Dorado (2021), 4 grudnia 2020 r.

## Teledysk
Oficjalny teledysk, został wyreżyserowany przez Cole'a Bennetta, został wydany 16 grudnia 2020 roku. W teledysku można zobaczyć 24kGoldnena spędzającego czas w „zimowej krainie czarów” oraz DaBaby'ego przebranego za Świętego Mikołaja. 

## Pozycje na listach
| Lista (2020–2021)         | Pozycja |
| ------------------------- | ------- |
| Kanada (Canadian Hot 100) | 78      |
| Irlandia (IRMA)           | 83      |
| Nowa Zelandia (RMNZ)      | 9       |

## Certyfikaty i sprzedaż
| Kraj                     | Certyfikat      | Sprzedaż |
| ------------------------ | --------------- | -------- |
| Kanada (MC)              | platynowa płyta | 80 000+  |
| Portugalia (AFP)         | złota płyta     |          |
| Stany Zjednoczone (RIAA) | złota płyta     | 500 000+ |